# 9820 Hempel
9820 Hempel è un asteroide della fascia principale. Scoperto nel 1971, presenta un'orbita caratterizzata da un semiasse maggiore pari a 2,3504966 UA e da un'eccentricità di 0,1435890, inclinata di 0,26856° rispetto all'eclittica.